# Luis Fris Ducos

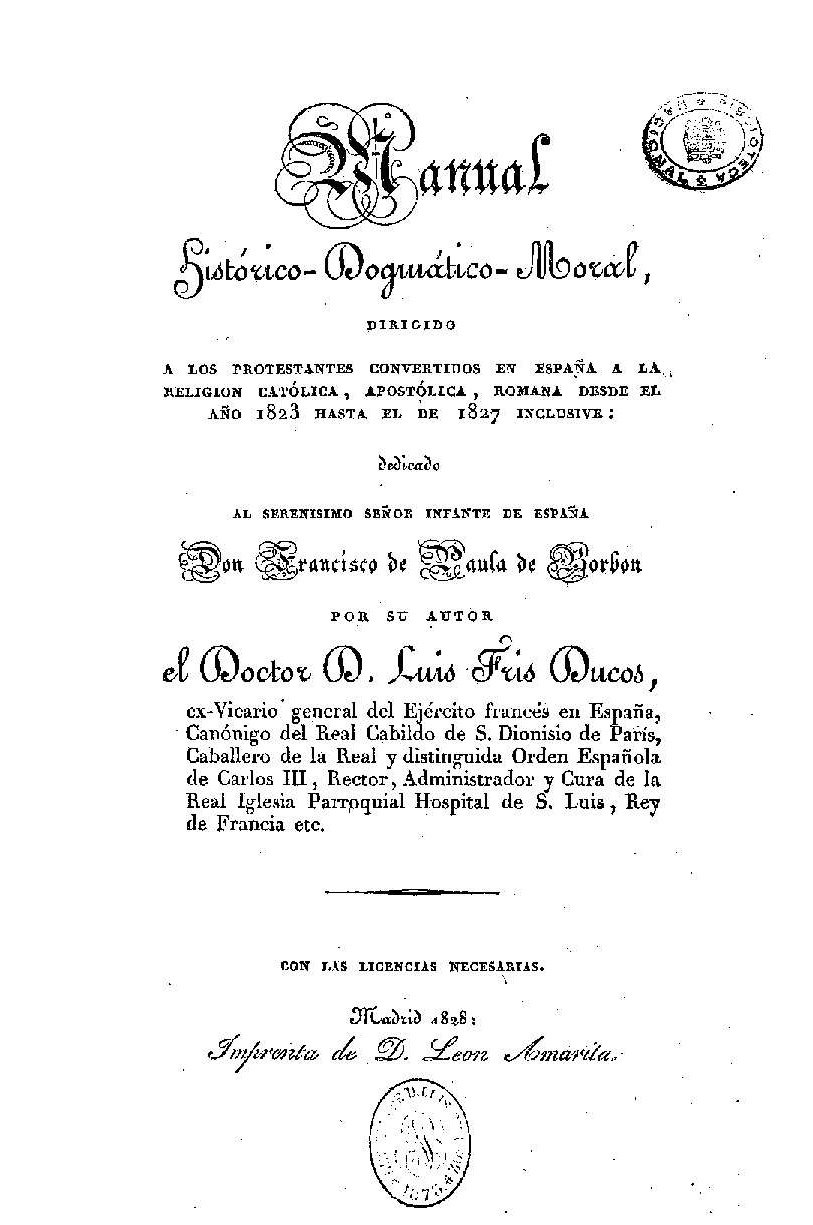
Página de título de Luis Fris Ducos, Manual histórico-dogmático-moral dirigido a los protestantes convertidos en España a la religión católica desde el año 1823 hasta el de 1827 inclusive, Madrid, 1828.

Luis Fris Ducos (fl. 1814-1832) fue un presbítero francés y escritor contrarrevolucionario establecido en Madrid.

## Biografía
Luis Fris Ducos, sacerdote católico emigrado de Francia y establecido en Madrid al parecer desde finales del siglo XVIII, fue rector y administrador de la real iglesia y hospital de San Luis de los Franceses —por entonces y desde su fundación localizado en la calle de las Tres Cruces de la capital—, comisario del Santo Oficio de la Inquisición y vicario general del ejército del duque de Angulema al hacer su entrada en España en 1823 para restablecer a Fernando VII en el gobierno absoluto.
Cuenta Mesonero Romanos que cuando el 8 de marzo de 1820 —tras anunciar la Gaceta de Madrid que Fernando VII juraría la Constitución de 1812— una multitud se congregó ante el Tribunal de Corte de la Inquisición, en el número 4 de la actual calle de Isabel la Católica, con intención de poner en libertad a los presos encerrados en su mazmorras sin hallar en ellas «alma viviente ni cuerpo moribundo», uno de los pocos si no el único encarcelado que en el edificio encontraron los congregados fue a Ducos, «furibundo realista y místico exagerado», recluido en una salita del piso principal.
Pocos días después, sin embargo, aparecía en la lista negra que los integrantes de la Sociedad Patriótica de los Amigos de la Libertad reunida en el Café Lorencini el 6 de abril de 1820 acordaron fijar a la puerta del café

con los nombres de las personas a quienes la Nación debía espiar continuamente, contándose entre ellos el perjuro Mozo Rosales y sus sesenta y ocho Persas; el francés Ducos, autor del Judío errante;  Lozano de Torres, el señor Bencomo, el señor Obispo de Teruel, protector de los Jesuitas, y todos los de igual clase.

## Obra
Escritor fecundo y de éxito, a juzgar por el número de ediciones de algunas de sus obras, de 1814 a 1832 publicó en Madrid:
- Compendio histórico del origen de la revolución francesa, ó Tramas de los filósofos modernos para conseguirla: con la relación circunstanciada del motín que aconteció en Versailles en los días 5 y 6 de octubre del año de 1789 en que el desgraciado Luis XVI fue sitiado en su palacio por un enxambre de sediciosos que le conduxeron á París, llevando en las picas las cabezas de sus infelices guardias de corps, Madrid, Imprenta de Álvarez, 1814 (5 ediciones).
- Relación circunstanciada de quanto tuvo que sufrir el desgraciado y virtuoso Luis XVI durante todo el tiempo de su prisión en la torre del Temple hasta el día 21 de enero de 1793 en que subió al cadalso, formada sobre la declaración jurídica de los testigos oculares: con un breve apéndice sobre lo que ocurrió á las quatro augustas víctimas que quedaron en la misma torre, Francisco Martínez Dávila, impresor de cámara de S. M., Madrid, 1815 (5 ediciones).
- Historia de la persecución de la Iglesia por Napoleón Bonaparte: Desde el año 1796 hasta el de 1815 inclusive, Francisco Martínez Dávila, Madrid, 1815 (2 ediciones).
- Historia cierta de la secta de los franc-masones: su origen, doctrina y máximas. Con la descripción de algunas Logias y lo que pasa en ellas al recibirse uno de franc-masón... Cotejando las máximas de estos con las de los Templarios... y con otras varias notas todas relativas al trastorno que se ve hoy día en la Europa, Francisco Martínez Dávila, Madrid, 1815 (3 ediciones).
- Historia de la nueva Antígona dedicada a la Reyna Ntra. Sra. Doña María Isabel de Braganza, Madrid, Imprenta de D. M. Burgos, 1817 (2 ediciones).
- Historia del Judío errante, dedicada al serenísimo Sr. Infante D. Carlos María Isidro de Borbón, Madrid, Imprenta de D. M. Burgos, 1819 (6 ediciones).
- Manual histórico-dogmático-moral, dirigido a los protestantes convertidos en España a la religión católica, apostólica, romana, desde el año 1823 hasta el de 1827 inclusive, Madrid, Imprenta de D. León Amarita, 1828 (2 ediciones). En él, junto a una exposición de doctrina católica para conversos y una subjetiva visión panorámica del protestantismo europeo, informa de cuatro conversiones hechas presumiblemente por él en Madrid, citando por sus nombres las del excalvinista francés Francisco Brasdave y la del músico Pedro Fickeinsen, bávaro, apadrinados por los infantes Carlos María Isidro y Francisco de Paula.[4]
- Disertación sobre la tolerancia en general: ó, Impugnación del sistema de los filósofos modernos acerca de la pretendida intolerancia de la Santa Iglesia Romana, Madrid, D. J. Palacios, 1832.
- Demostración evangélica dirigida a los incrédulos, sofistas, y novadores, dedicada a la Reina nuestra Señora Doña María Cristina de Borbón. Madrid, 1832. El diario El Correo de Madrid en su número del 20 de mayo de 1832 decía de la obra de «este respetable sacerdote francés establecido hace años en esta corte», que es «utilísima seguramente para desengaño y despreocupación de las personas a quienes han alucinado los sofismas de la impiedad; particularmente a los jóvenes que leyendo los escritos de aquellos no han pasado siquiera la vista por los más multiplicados y enérgicos que desde el noble tránsfuga de Voltaire, L'Harpe, hasta la época actual, redujeron a cenizas los supuestos invencibles argumentos antireligiosos».[5]